# Канадський Арктичний архіпелаг

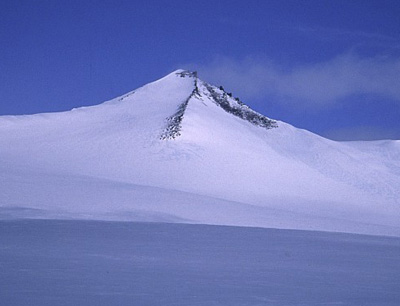
Пік Барбо (2616 метрів) — найвища вершина архіпелагу

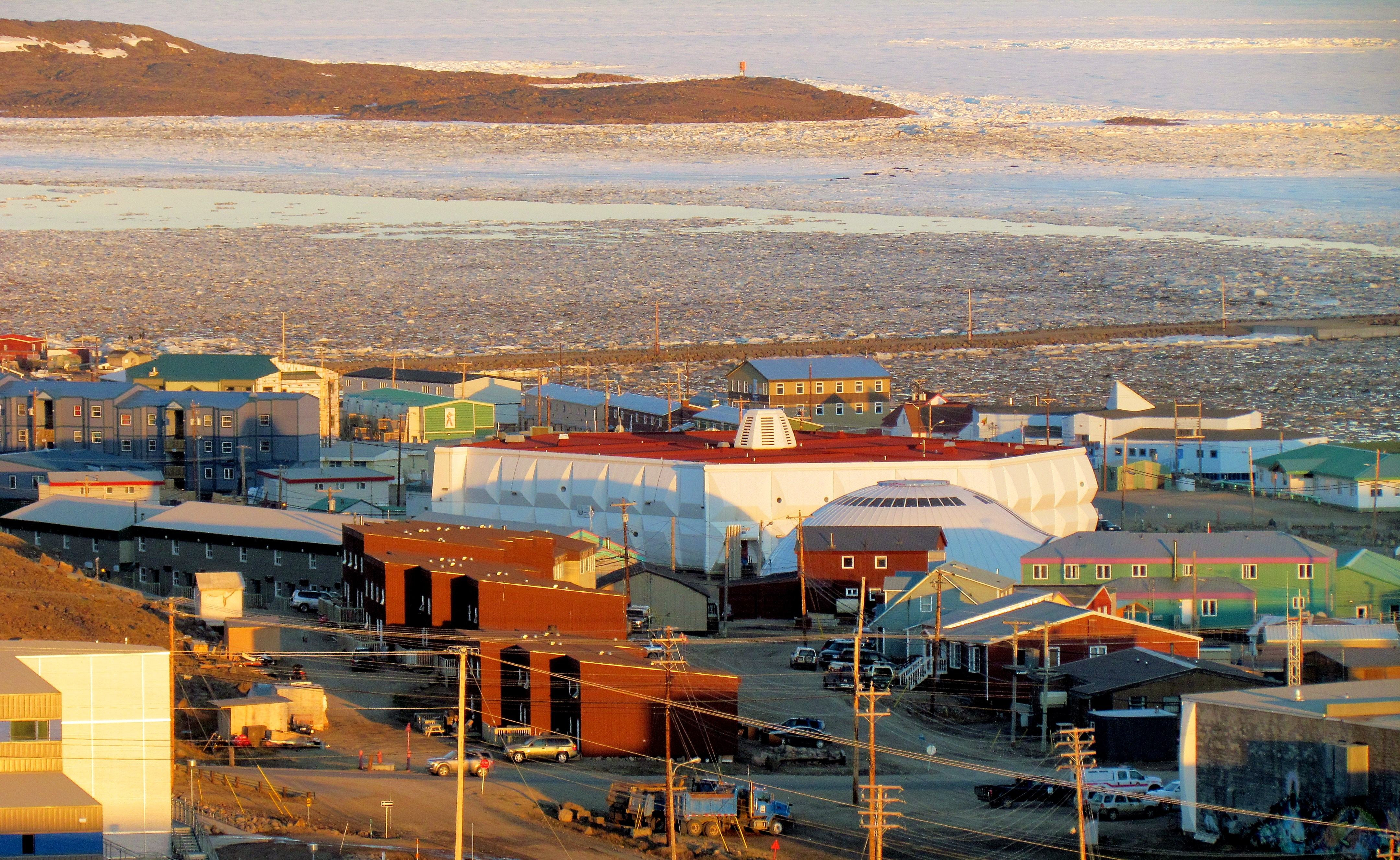
Ікалуїт, найбільше місто архіпелагу, столиця території Нунавут

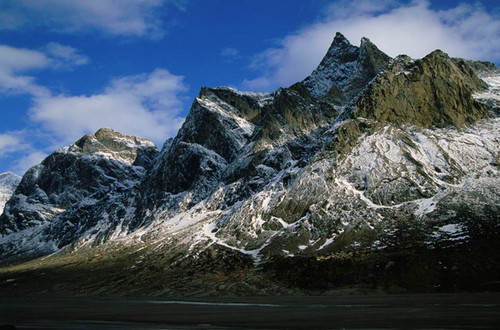
Гора Одін у національному парку Ауюйтук (острів Баффінова Земля)

Канадський Арктичний Архіпелаг (англ. Canadian Arctic Archipelago, фр. Archipel Arctique Canadien), або Арктичний архіпелаг — архіпелаг на півночі Північної Америки, належить Канаді. Один з найбільших архіпелагів у світі, має площу понад 1,4 млн км², і налічує 36 563 острови, які складають значну частину території Північної Канади, більшість островів належить території Нунавут і декілька — Північно-західним територіям.

## Загальний опис
Архіпелаг має 2400 км завдовжки та на 1900 км від мису Колумбія (крайня північна точка Канади) до острова Елсмір. Обмежений на заході морем Бофорта, на півночі Північним Льодовитим океаном, на сході Гренландією, морем Баффіна і Дейвісовою протокою, і на півдні обмежений Гудзоновою затокою та материковою Канадою. Острови розділені між собою та материковою Канадою серією водяних шляхів, які відомі під назвою Північно-Західний прохід. Два великих півострови: Бутія та Мелвілл простягаються на північ від материка.
З 1953 року найпівнічніший сегмент архіпелагу (острови Елсмір, Прінс-Патрік, Мелвілл, Батерст, Корнуолліс, Девон, Борден, Маккензі-Кінг, Амунд-Рінґнес, Корнуолл, Аксел-Гейберг, Еллеф Рінґнес та інші) має назву Острови Королеви Єлизавети.
Південно-східна частина архіпелагу є продовженням Канадійського щита. Низовини займають острова, розташовані у південній частині архіпелагу, а Арктичні Кордильєри — острови на півночі та північному сході. Найвища точка — Пік Барбо (2616 метрів) на острові Елсмір.

## Населення
Більшість островів безлюдні, малочисленні поселення інуїтів розкидані переважно по берегах південних островів. Також на островах архипелагу розміщуються військові бази та наукові станції. Чисельність населення архіпелагу становить близько 14 тисяч осіб, з яких 7740 живе в Ікалуїті, адміністративному центрі території Нунавут, що розташований на південному березі острова Баффінова земля.
Інші населені пункти: Арктик-Бей, Пангніртанг, Кіммірут (о. Баффінова земля), Кеймбридж-Бей (о. Вікторія), Йоа-Гейвен (о. Кінґ-Вільям), Резольют (о. Корнуолліс), Кейп-Дорсет (о. Дорсет), Алерт (о. Елсмір) та інші.

## Спірні води та території
Канада оголосила всі водні шляхи Північно-Західного проходу канадськими внутрішніми водами; однак Сполучені Штати і більшість інших морських країн розглядають їх як міжнародні води. Розбіжності з приводу статусу проток збільшили канадські побоювання з приводу захисту навколишнього середовища, національної безпеки і загального суверенітету. Острів Ганса, розташований в протоці Нарес на схід від острова Елсмір, є спірною територією, права на яку пред'являють Канада і Данія.

## Найбільші острови
Архіпелаг містить 94 великих острови (площею понад 130 км²), серед яких три (Баффінова Земля, Вікторія й Елсмір) входять до числа 10 найбільших островів світу, і 36 469 маленьких. Острови, з площею понад 10 000 км², відсортовані за площею:
| Назва             | Територія* | Площа (км²) | За площею | За площею | Населення (2001) |
| Назва             | Територія* | Площа (км²) | у світі   | в Канаді  | Населення (2001) |
| ----------------- | ---------- | ----------- | --------- | --------- | ---------------- |
| Баффінова Земля   | НУ         | 507 451     | 5         | 1         | 9,563            |
| Вікторія          | ПЗТ, НУ    | 217 291     | 9         | 2         | 1,707            |
| Елсмір            | НУ         | 196 236     | 10        | 3         | 168              |
| Банкс             | ПЗТ        | 70 028      | 24        | 5         | 114              |
| Девон             | НУ         | 55 247      | 27        | 6         | 0                |
| Аксел-Гейберг     | НУ         | 43 178      | 32        | 7         | 0                |
| Мелвілл           | ПЗТ, НУ    | 42 149      | 33        | 8         | 0                |
| Саутгемптон       | НУ         | 41 214      | 34        | 9         | 721              |
| Принца Уельського | НУ         | 33 339      | 40        | 10        | 0                |
| Сомерсет          | НУ         | 24 786      | 46        | 12        | 0                |
| Батерст           | НУ         | 16 042      | 54        | 13        | 0                |
| Прінс-Патрік      | ПЗТ        | 15 848\|    | 55        | 14        | 0                |
| Кінґ-Вільям       | НУ         | 13 111      | 61        | 15        | 960              |
| Еллеф-Рінґнес     | НУ         | 11 295      | 69        | 16        | 0                |
| Байлот            | НУ         | 11 067      | 72        | 17        | 0                |

* ПЗТ — Північно-Західні території, НУ — Нунавут
Після Гренландії, архіпелаг найбільша територія за полярним колом. Клімат островів арктичний, низовини займає тундра, а висоти арктична пустеля.